# Ruo Municipality
Ruo Municipality är en kommun i Mikronesiska federationen.   Den ligger i delstaten Chuuk, i den västra delen av landet, 700 km väster om huvudstaden Palikir. Antalet invånare är 469. Ruo Municipality ligger på ön Ruo.
Följande samhällen finns i Ruo Municipality:
- Ruo